# Bocheński (herb szlachecki)
Bocheński I (Bocheński, Rawicz odmienny) − polski herb szlachecki, używany przez pruską rodzinę, osiedloną później na terenie całej Rzeczypospolitej, odmiana herbu Rawicz.

## Opis herbu
Opis z wykorzystaniem zasad blazonowania, zaproponowanych przez Alfreda Znamierowskiego:
W polu złotym na czarnym niedźwiedziu panna w sukni srebrnej i koronie złotej, z rozpuszczonymi włosami i wzniesionymi rękoma.
W klejnocie nad hełmem w koronie rycerz w zbroi z proporcem w ręku, białym z czerwonym obramowaniem.
Labry czarne podbite złotem.

## Najwcześniejsze wzmianki
Herb wzmiankowany przez Ostrowskiego, Bonieckiego i Żernickiego (Der Polnische Adel).

## Rodzina Bocheński
Herb pierwotnie pruski. Przemysław Pragert spekuluje, że kaszubska rodzina herbu Bochen mogła przyjąć ten herb po przyjęciu nazwiska Bocheński.

## Herbowni
Herb ten był herbem własnym, toteż do jego używania uprawniony jest tylko jeden ród herbownych:
Bocheński.